# Henricia pseudoleviuscula
Henricia pseudoleviuscula är en sjöstjärneart som beskrevs av Alexander Michailovitsch Djakonov 1958. Henricia pseudoleviuscula ingår i släktet Henricia och familjen krullsjöstjärnor. Inga underarter finns listade i Catalogue of Life.